# Håkon Barfod
Håkon Barfod (Oslo, 17 de agosto de 1926-Bærum, 4 de noviembre de 2013) fue un deportista noruego que compitió en vela en la clase Dragon. Participó en dos Juegos Olímpicos de Verano en los años 1948 y 1952, obteniendo dos medallas, oro en Londres 1948 y oro en Helsinki 1952.

## Palmarés internacional
| Juegos Olímpicos | Juegos Olímpicos      | Juegos Olímpicos | Juegos Olímpicos |
| Año              | Lugar                 | Medalla          | Clase            |
| ---------------- | --------------------- | ---------------- | ---------------- |
| 1948             | Londres (Reino Unido) | Medalla de oro   | Dragon           |
| 1952             | Helsinki (Finlandia)  | Medalla de oro   | Dragon           |